# Юрай Турзо
Юрай (Дьйордь) Турзо (нім. Georg Thurzo, словац. Juraj Turzo; Летава (Словаччина), 2 вересня 1567 р. — Битча, 1616 р. 24 грудня) — граф з Бетлановце, Палатин (1609—1616), протестант, і за походженням спадковий жупан графства (жупи) Орава.

## Біографія
Його батько, Ференц Турзо, спочатку був єпископом Нітри, потім президентом палати, спадкоємним архієпископом Орави. Мати — Каталіна Зріньї. Каталіна була другою дружиною, попередньо у 1556 році Ференц Турзо, на той час католицький єпископ Нітри, попросив у папи дозволу на шлюб. Ференца, якому на той час було майже п'ятдесят років, обрала Борбала дочка Міклоша Костки. Підґрунтям шлюбу, який можна оцінити як чудовий зразок шлюбної дипломатії угорської аристократії, стало фактичне придбання маєтку замку Орави. Фактичним власником права на замок був батько його майбутньої дружини Міклош Костка, який передав замок як придане. Після одруження Ференц купив замок Лєтави (Тренченський повіт), де здебільшого проживав. Незабаром його перший шлюб закінчився трагедією. Його хворіюча дружина Борбала померла у 1562 році. Невдовзі після цього Ференц одружився з Каталін, 14-річною дочкою Ніколи Шубича-Зринського. Батько Юрая помер у 1574 році в замку Лєтави. На той час Юраю було сім років.

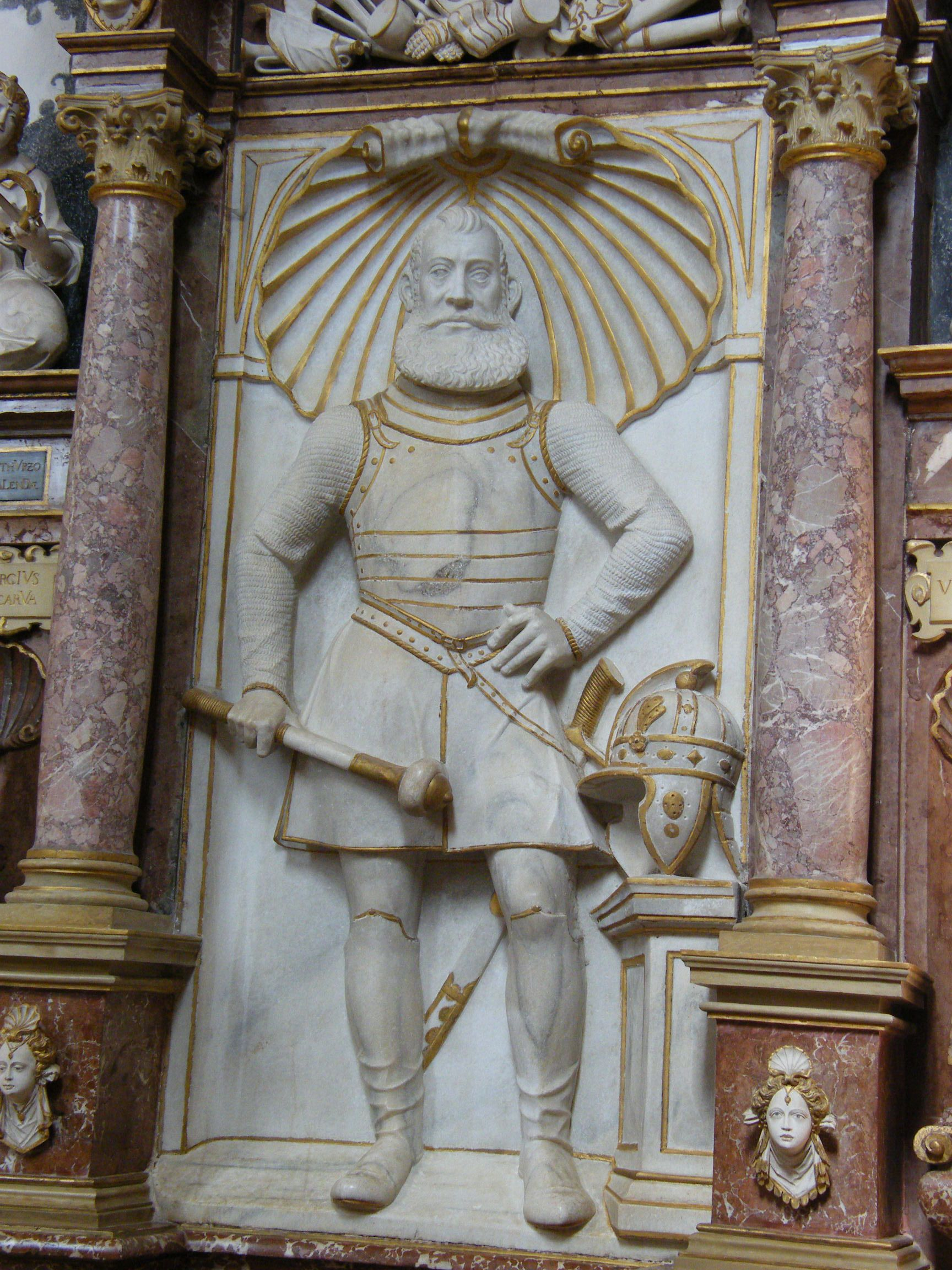
Статуя Юрая Турзо на його склепі. Оравський Град, каплиця (1616 р.)

Після смерті батька його виховувала мати, а потім вітчим Імре Форґач, архієпископ Нограда.

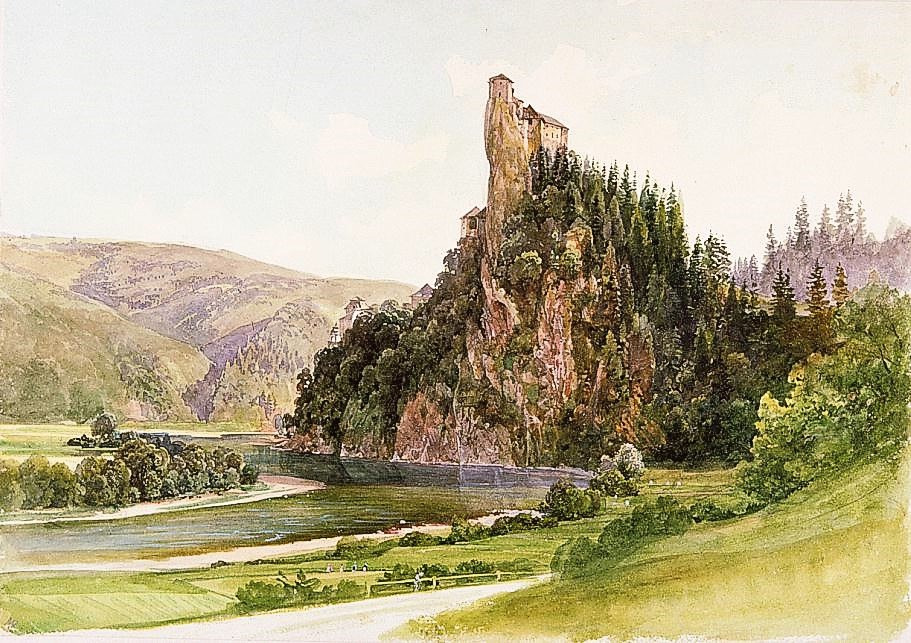
Оравський Град. Картина Томаса Ендера (1860-ті)

 У 1583 році королівським наказом Юрай Турзо був звільнений від опіки і призначений керувати королівською палатою. В цей час його взяли до двору ерцгерцога Ернста, тодішнього генерал-губернатора Угорщини, для підготовки до військової та дипломатичної кар'єри. У 1585 році, після смерті матері, він на прохання вітчима повернувся додому, взяв на себе управління його майном, а також успадкував титул спадкового графа Орави. У цей час він одружився з Зофією Форгач. У шлюбі у них народилися дві доньки, але незабаром після пологів другої дитини Зофія померла. У 1590 році він допомагав капітану Міклошу Палфі в Комарно. У 1592 році Юрай Турзо одружився з Алжбетою Цобор, яка, стала йому другою дружиною. У 1593 році брав участь в облозі Секешфегервара. З 1598 року був радником імператора Рудольфа II, а з 1599 року призначений королівським чашником. 1 липня 1599 року Юрай першим із родини Турзо отримав справжній угорський баронський титул. Він став офіційним бароном країни та титульним бароном одночасно. З 1602 р. капітан передунайського війська і начальник Новожамського гарнізону. Під час повстання 1604 р. під проводом Іштвана Бочкаї він залишився вірним дому Габсбургів і зробив усе, щоб запобігти поширенню повстання. Король Рудольф послав його до Бочкая як мирну гарантію. За свої зусилля він отримав у дар замок і маєток Орави.
У 1606 році він зіграв важливу роль в укладенні Віденського миру. Цим миром в Угорщині вперше було забезпечено свободу віросповідання протестантам. Він був довіреною особою угорського короля Матвія II і слугував його планам. 10 квітня 1606 року отримав графський титул. Таким чином він став першим в Угорщині, хто коли-небудь отримав титул графа від монарха. 7 грудня 1609 року, після смерті Іштвана Іллєшазі (обіймав посаду Палатіна 1562—1608) на засіданні сейму Юрай Турзо був обраний Палатином.
Він був переконаним лютеранином і послідовно відстоював інтереси протестантів. Австрійські та угорські протестанти неодноразово зверталися до нього зі своїми скаргами і майже завжди були задоволені його реакцією. Він запобіг виконанню насильницьких постанов Габора Бетлена проти католиків, які повстали проти нього і зазнали поразки. Влада Палатина дозволила йому створити сприятливі умови для скликання першого синоду Верхньої Угорщини у місті Жиліна 28 березня 1610 р. Синод засідав три дні, протягом яких учасники синоду відокремили лютеранську (євангелічну) церкву від католицької, прийняли перші закони лютеранської церкви і обрали своїх перших єпископів. Юрай Турзо послідовно застосовував закон «Cuius regio, eius religio» (чия область, того й релігія).
Знав латинську, грецьку, німецьку, угорську та словацьку мови. Словацьку мову він використовував як офіційну мову у своїй резиденції. Юрай Турзо заступався за словаків у національних суперечках та вважав себе словаком. У власноруч написаних листах до словацьких городян і міст він неодноразово називає словаків «нашою словацькою нацією» (nostra natio Slavica/naša slovenská nácia). Підтримував школи, церкви, мистецтво. Збудував перший санаторний будинок біля джерел у Раєцькі Теплиці.

## Участь у «справі графині Баторій»
Між 1602 і 1604 роками, після того, як чутки про звірства Єлизавети Баторій поширилися по всьому Угорському королівству, лютеранський священик Іштван Маджарі поскаржився на неї як публічно, так і при дворі у Відні. У 1610 році король Матвій II доручив палатину Юраю Турзо, провести розслідування. У березні 1610 року Турзо наказав двом нотаріусам, Андрашу Керестурі та Мозешу Сіракі зібрати докази. До жовтня 1610 року вони зібрали 52 свідчення свідків; до 1611 року це число зросло до понад 300.
13 грудня 1612 року Міклош Зріньї уклав угоду з Турзо про ув'язнення Баторій та розподіл її майна. Напередодні Нового року 1612 року Турзо пішов до Чахтицького замку і заарештував Баторій та чотирьох її слуг, яких вважав її спільниками. Згідно з листом Турзо до дружини, під час його візиту, він знайшов у замку одну дівчину мертвою і одну вмираючою, і ще одну жінку знайшли пораненою.
Турзо обговорював подальше провадження з сином Баторій Павлом і двома її зятями, Міклошем Зріньї і Дьєрдем Другетом. Суд і страта викликали б публічний скандал і зганьбили б шляхетну і впливову сім'ю, яка на той час правила в Трансільванією; до того ж, значна частина власності Єлизавети Баторій відійшла б короні. Тюрзо разом з Павлом і двома зятями спочатку, спочатку запланували відправити графиню до монастиря, але, оскільки поширилися дані про вбивства Баторій дочок дрібних аристократів, було вирішено, що графиня Баторій повинна перебувати під суворим домашнім арештом і подальшого покарання слід уникнути.
Король Матвій II закликав Турзо віддати Баторій під суд і запропонував засудити її до смертної кари, але Турзо вдалося переконати короля, що такий акт може негативно вплинути на дворянство. Мотивація Турзо для такого втручання обговорюється вченими, але було встановлено, що Матвій II, таким чином міг не погашати свої заборгованість перед Єлизаветою Баторій.